# رپید پنانگ
رپید پنانگ (انگلیسی: Rapid Penang) (با عنوان rapidPenang) یک نشان اتوبوس شهری در ایالت پنانگ، مالزی است. در سال ۲۰۰۷، به عنوان شرکت فرعی پراسارانا تشکیل شد و در حال حاضر متصدی اصلی حمل و نقل عمومی در پنانگ است؛ شبکهٔ اتوبوسرانی متعلق به این شرکت به مسافران درون محدودهٔ پنانگ بزرگ، از جمله شهرهای مجاور در کداح و پراک خدمات ارائه می‌دهد.